# Tetrapterys nitida
Tetrapterys nitida är en tvåhjärtbladig växtart som beskrevs av Adrien Henri Laurent de Jussieu. Tetrapterys nitida ingår i släktet Tetrapterys och familjen Malpighiaceae. Inga underarter finns listade i Catalogue of Life.